# Trượt băng tốc độ cự ly ngắn tại Thế vận hội Mùa đông 2006
Trượt băng tốc độ cự ly ngắn tại Thế vận hội Mùa đông 2006 (short track speed skating) được tổ chức tại Torino Palavela và bao gồm 8 bộ môn - 4 cho phái nam và 4 cho phái nữ.

## Bảng huy chương
|   | Quốc gia   | Vàng | Bạc | Đồng | Tổng |
| - | ---------- | ---- | --- | ---- | ---- |
| 1 | Hàn Quốc   | 6    | 3   | 1    | 10   |
| 2 | Trung Quốc | 1    | 1   | 3    | 5    |
| 3 | Hoa Kỳ     | 1    | 0   | 2    | 3    |
| 4 | Canada     | 0    | 3   | 1    | 4    |
| 5 | Bulgaria   | 0    | 1   | 0    | 1    |
| 6 | Ý          | 0    | 0   | 1    | 1    |
|   | Tổng cộng  | 8    | 8   | 8    | 24   |

## Nam
|           | Huy chương | Vận động viên                    | Thời giờ  |
| Chung kết | Chung kết  | Chung kết                        | Chung kết |
| --------- | ---------- | -------------------------------- | --------- |
| 1         | Vàng       | Apolo Anton Ohno (Hoa Kỳ)        | 41.935    |
| 2         | Bạc        | François-Louis Tremblay (Canada) | 42.002    |
| 3         | Đồng       | Ahn Hyun-Soo (Hàn Quốc)          | 42.089    |
| 4         |            | Éric Bédard (Canada)             | 42.093    |
| 5         |            | Jon Eley (Anh)                   | 42.497    |
| Xếp hạng  |            |                                  |           |
| 6         |            | Terao Satoru (Nhật Bản)          | 42.377    |
| 7         |            | Nicola Rodigari (Ý)              | 42.398    |
| 8         |            |                                  |           |

|           | Huy chương | Vận động viên             | Thời giờ  |
| Chung kết | Chung kết  | Chung kết                 | Chung kết |
| --------- | ---------- | ------------------------- | --------- |
| 1         | Vàng       | Ahn Hyun-Soo (Hàn Quốc)   | 1:26.739  |
| 2         | Bạc        | Lee Ho-Suk (Hàn Quốc)     | 1:26.764  |
| 3         | Đồng       | Apolo Anton Ohno (Hoa Kỳ) | 1:26.927  |
| 4         |            | Rusty Smith (Hoa Kỳ)      | 1:27.435  |
| 5         |            | Li Ye (Trung Quốc)        | 1:29.918  |
| Xếp hạng  |            |                           |           |
| 6         |            | Li Jia Jun (Trung Quốc)   | không ghi |
| 7         |            | Pieter Gysel (Bỉ)         | phạm luật |
| 8         |            | Éric Bédard (Canada)      | phạm luật |

### 1500 m
|           | Huy chương | Vận động viên             | Thời giờ  |
| Chung kết | Chung kết  | Chung kết                 | Chung kết |
| --------- | ---------- | ------------------------- | --------- |
| 1         | Vàng       | Ahn Hyun-Soo (Hàn Quốc)   | 2:24.558  |
| 2         | Bạc        | Lee Ho-Suk (Hàn Quốc)     | 2:25.600  |
| 3         | Đồng       | Li Jia Jun (Trung Quốc)   | 2:26.005  |
| 4         |            | Charles Hamelin (Canada)  | 2:26.375  |
| 5         |            | Viktor Knoch (Hungary)    | 2:26.806  |
|           |            | Li Ye (Trung Quốc)        | phạm luật |
| Xếp hạng  |            |                           |           |
| 6         |            | Mathieu Turcotte (Canada) | 2:24.558  |
| 7         |            | Fabio Carta (Ý)           | 2:24.658  |
| 8         |            | Apolo Anton Ohno (Hoa Kỳ) | 2:24.789  |

### 5000 m đội
|          | Huy chương | Vận động viên                                                                    | Thời giờ |
| -------- | ---------- | -------------------------------------------------------------------------------- | -------- |
| 1        | Vàng       | Lee Ho-Suk, Ahn Hyun-Soo, Seo Ho-Jin, Song Suk-Woo (Hàn Quốc)                    | 6:43.376 |
| 2        | Bạc        | François-Louis Tremblay, Éric Bédard, Charles Hamelin, Mathieu Turcotte (Canada) | 6:43.707 |
| 3        | Đồng       | Apolo Anton Ohno, Rusty Smith, Alex Izykowski, J. P. Kepka (Hoa Kỳ)              | 6:47.990 |
| 4        |            | Fabio Carta, Nicola Rodigari, Nicola Franceschina, Yuri Confortola (Ý)           | 6:48.597 |
| 5        |            | Li Jiajun, Li Ye, Li Haonan, Sui Baoku (Trung Quốc)                              | 6:53.989 |
| Xếp hạng |            |                                                                                  |          |
| 6        |            | Lachlan Hay, Stephen Lee, Mark McNee, Elliot Shriane (Úc)                        | 7:01.666 |
| 7        |            | Thomas Bauer, Andre Hartwig, Arian Nachbar, Sebastian Praus (Đức)                | 7:13.338 |

## Nữ
|           | Huy chương | Vận động viên                   | Thời giờ  |
| Chung kết | Chung kết  | Chung kết                       | Chung kết |
| --------- | ---------- | ------------------------------- | --------- |
| 1         | Vàng       | Wang Meng (Trung Quốc)          | 44.345    |
| 2         | Bạc        | Evgenia Radanova (Bulgaria)     | 44.374    |
| 3         | Đồng       | Anouk Leblanc-Boucher (Canada)  | 44.759    |
|           |            | Fu Tianyu (Trung Quốc)          | phạm luật |
| Xếp hạng  |            |                                 |           |
| 4         |            | Kalyna Roberge (Canada)         | 46.605    |
| 5         |            | Marta Capurso (Ý)               | 46.809    |
| 6         |            | Katerina Novotna (Cộng hòa Séc) | 55.378    |
| 7         |            | Allison Baver (Hoa Kỳ)          | 55.689    |

|           | Huy chương | Vận động viên              | Thời giờ  |
| Chung kết | Chung kết  | Chung kết                  | Chung kết |
| --------- | ---------- | -------------------------- | --------- |
| 1         | Vàng       | Jin Sun-Yu (Hàn Quốc)      | 1:32.859  |
| 2         | Bạc        | Wang Meng (Trung Quốc)     | 1:33.079  |
| 3         | Đồng       | Yang Yang (A) (Trung Quốc) | 1:33.937  |
|           |            | Choi Eun-kyung (Hàn Quốc)  | phạm luật |
| Xếp hạng  |            |                            |           |
| 4         |            | Tania Vicent (Canada)      | 1:34.099  |
| 5         |            | Amanda Overland (Canada)   | 1:34.191  |
| 6         |            | Adrianna Fontana (Canada)  | 1:34.269  |
| 7         |            | Yvonne Kunze (Đức)         | 1:34.789  |

### 1500 m
|           | Huy chương | Vận động viên               | Thời giờ  |
| Chung kết | Chung kết  | Chung kết                   | Chung kết |
| --------- | ---------- | --------------------------- | --------- |
| 1         | Vàng       | Jin Sun-yu (Hàn Quốc)       | 2:23.494  |
| 2         | Bạc        | Choi Eun-Kyung (Hàn Quốc)   | 2:24.069  |
| 3         | Đồng       | Wang Meng (Trung Quốc)      | 2:24.469  |
| 4         |            | Erika Huszar (Hungary)      | 2:25.405  |
| 5         |            | Amanda Overland (Canada)    | 2:26.495  |
|           |            | Byun Chun-Sa (Hàn Quốc)     | phạm luật |
|           |            | Tatiana Borodulina (Nga)    | phạm luật |
| Xếp hạng  |            |                             |           |
| 6         |            | Evgenia Radanova (Bulgaria) | 2:29.314  |
| 7         |            | Kamino Yuka (Nhật Bản)      | 2:29.540  |
| 8         |            | Hyo-Jung Kim (Hoa Kỳ)       | 2:29.978  |

### 3000 m đội
|           | Huy chương | Vận động viên                                                               | Thời giờ  |
| Chung kết | Chung kết  | Chung kết                                                                   | Chung kết |
| --------- | ---------- | --------------------------------------------------------------------------- | --------- |
| 1         | Vàng       | Choi Eun-Kyung, Jeon Da-Hye, Jin Sun-yu, Buyn Chun-Sa (Hàn Quốc)            | 4:17.040  |
| 2         | Bạc        | Alanna Kraus, Anouk Leblanc-Boucher, Tania Vicent, Kalyna Roberge (Canada)  | 4:17.336  |
| 3         | Đồng       | Arianna Fontana, Marta Capurso, Katia Zini, Mara Zini (Ý)                   | 4:20.030  |
|           |            | Cheng Xiaolei, Fu Tianyu, Wang Meng, Yang Yang (A) (Trung Quốc)             | phạm luật |
| Xếp hạng  |            |                                                                             |           |
| 4         |            | Allison Baver, Hyo-Jung Kim, Caroline Hallisey, Kimberly Derrick (Hoa Kỳ)   | 4:18.740  |
| 5         |            | Stephanie Bouvier, Min-Kyung Choi, Myrtille Gollin, Celine Lecompere (Pháp) | 4:18.971  |
| 6         |            | Aika Klein, Yvonne Kunze, Christin Priebst, Susanne Rudolph (Đức)           | 4:24.896  |
| 7         |            | Tanaka Chikage, Kamino Yuka, Ozawa Mika, Yamada Nobuko (Nhật Bản)           | 4:35.096  |